# Covelo
Covelo es una localidad y municipio español, perteneciente a la provincia de Pontevedra, en la comunidad autónoma de Galicia.

## Geografía
Integrado en la comarca de Paradanta, se sitúa a 51 kilómetros de la capital provincial. El término municipal está atravesado por la carretera N-120 entre los pK 623 y 632, además de por la carretera nacional N-559, que conecta con la Autovía de las Rías Bajas, y por la carretera provincial PO-261, que se dirige a Mondariz. 
Su orografía se compone de profundos valles, altas montañas y varios ríos. Por el norte se extiende la sierra del Suído, por el noreste la sierra de Faro de Avión, por el sur los Montes de Paradanta y por el oeste el valle del río Tea. Las elevaciones más destacadas son Faro de Avión (1151 metros), en la sierra del mismo nombre, Bidueiros (943 metros) en la sierra del Suído y Coto Agudo (898 metros), en la zona central del municipio. La red hidrográfica está compuesta por el río Tea, sus afluentes el río Alén y el río Caraño, y, por el sur, el río Xabriña, además de numerosos regatos. La altitud oscila entre los 1151 metros (Faro de Avión) y los 80 metros a orillas del río Tea. El pueblo se alza a 376 metros sobre el nivel del mar. 
| Noroeste: Fornelos de Montes | Norte: Fornelos de Montes y Avión (Orense) | Noreste: Avión (Orense) |
| Oeste: Mondariz              |                                            | Este: Melón (Orense)    |
| Suroeste: Mondariz           | Sur: Mondariz y La Cañiza                  | Sureste: La Cañiza      |

## Geografía humana

### Demografía
Cuenta con una población de 2422 habitantes (INE 2024).
| Gráfica de evolución demográfica de O Covelo entre 1842 y 2021 |
| |
| Población de derecho según los censos de población del INE Población de hecho según los censos de población del INEEn estos censos se denominaba Cobelo: 1842, 1857 y 1860 En estos censos se denominaba Covelo: 1877, 1887, 1897, 1900, 1910, 1920, 1930, 1940, 1950, 1960, 1970 y 1981 |

### Parroquias
Parroquias que forman parte del municipio:
- Graña[4]
- Barciademera (San Martiño)
- Campo (San María)
- Castelanes (San Esteban)
- Covelo (Santiago)
- Fofe (San Miguel)
- Godones (Santa María)
- Lamosa (San Bartolomé)
- Maceira (San Salvador)
- Paraños (Santa María)
- Piñeiro (San Xoán)
- Prado (San Salvador)
- Prado de la Canda[4]
- Santa Marina de Covelo (Santa Marina)[4]

### Economía
Ingresos Municipales: 3,49 Millones de Euros

## Política
José Costa Díaz, del conservador Partido Popular, gobernó la localidad desde 1976 hasta 2014. Desde 2014 Juan Pablo Castillo Amigo , gobierna esta localidad pontevedresa.
El municipio de Covelo es uno de los más "populares" de la comunidad gallega, pues ha votado a la derecha desde el comienzo de la Democracia, apoyando, indiferentemente de tipo de convocatoria electoral, la Unión de Centro Democrático (UCD), posteriormente Alianza Popular y -desde 1989- al Partido Popular de manera contundente. Así, el PP ha llegado a rozar el 90% de los votos en varias convocatorias electorales municipales y el 75% en convocatorias generales.

## Premios
- 2010, 3.º puesto en +Biodiversidad 2010.
- 2010, Ganador del premio Cubre del Suido 2010.

## Lugares de interés
- Casa Museo Etnográfico Pazo Da Cruz, se muestran objetos de labranza y de oficios antiguos.
- Playa Fluvial de Maceira, campamento municipal de 1.ª categoría.
- Sierra del Suído, en cuyos valles se pueden encontrar bosques autóctonos muy bien conservados.
- Ruinas del monasterio de Santo Estevo de Casteláns, restos de una iglesia románica de finales del siglo XII, parte de las ruinas se encuentran actualmente en los alrededores del Gran Hotel de Mondariz Balneario, a donde fueron trasladadas en el siglo XX.